# 罪の天使たち
『罪の天使たち』（つみのてんしたち、仏: Les Anges du péché）は、1943年のフランス映画である。ロベール・ブレッソンの長編デビュー作である。白黒映画。
日本では、製作から67年を経た2010年（平成22年）2月20日に、アテネ・フランセ文化センターの配給により初めて一般公開された。

## ストーリー
ドミニコ会の修道院を舞台に、ブルジョア階級出身のアンヌ＝マリー、元受刑者のテレーズらの活動を描く。

## キャスト
- ルネ・フォール （Renée Faure）
- ジャニー・オルト （Jany Holt）
- シルヴィー （Sylvie）
- ミラ・パレリ （Mila Parély）
- マリー＝エレーヌ・ダステ （Marie-Hélène Dasté）
- ヨランデ・ラフォン （Yolande Laffon）
- ポーラ・デエリ （Paula Dehelly）
- シルヴィア・モンフォール （Silvia Monfort）
- ルイ・セニェ （Louis Seigner）
- ジョルジュ・コラン （Georges Colin）
- ジュヌヴィエーヴ・モレル （Geneviève Morel）
- クリスティアーヌ・バリー （Christiane Barry）
- ジャン・モレル （Jean Morel）
- アンドレエ・クレマン （Andrée Clément）
- エリザベート・アルディ （Elisabeth Hardy）
- クレール・オリヴィエ （Claire Olivier）
- マドレーヌ・ルセー （Madeleine Rousset）